# Square de la Porte-de-la-Plaine
Le square de la Porte-de-la-Plaine est un espace vert du 15e arrondissement de Paris.

## Situation et accès
Le square est proche de la porte de la Plaine et de l'avenue Albert-Bartholomé.
Il est desservi par la ligne 13 à la station Porte de Vanves et par la ligne 3a du tramway d'Île-de-France à la station Georges Brassens.

## Origine du nom
Il doit son nom à la proximité de la porte de la Plaine.

## Historique
Il a été ouvert en 1948.

## Activités
Aire de jeux pour enfants.